# 奧林比亞足球會
奧林比亞足球會（Olímpia Futebol Clube），成立在1946年12月5日，是一間來自巴西聖保羅州奧林匹亞的球會，現時在巴西聖保羅州丙組足球聯賽角逐。

## 歷史
奧林比亞足球會成立於1946年12月5日，參加2000年的巴西甲組足球聯賽並名為祖亞奧夏維蘭治盃，球會參加了祖亞奧夏維蘭治盃綠白小組，並達到賽事的第三階段，他們在1990年贏得聖保羅州乙組聯賽冠軍和丙組冠軍在2000年和2007年。

## 主場
奧林比亞足球會在瑪利亞泰雷扎布雷達體育場參加主場比賽，場館最多可容納15022人。

## 榮譽
聯賽
- 巴西聖保羅州乙組聯賽冠軍（1990年）
- 巴西聖保羅州丙組足球聯賽（2000、2007年）

## 外部連結
- 奧林比亞足球會官方網站